# سان دونا دی پیاوه
سان دونا دی پیاوه (به ایتالیایی: San Donà di Piave) یک کومونه در ایتالیا است که در استان ونیز واقع شده‌است.

## خصوصیات
سان دونا دی پیاوه ۷۸٫۷۳ کیلومترمربع مساحت و ۴۱٬۸۲۶ نفر جمعیت دارد و ۳ متر بالاتر از سطح دریا واقع شده‌است.

## خواهرخوانده
شهر وی نو سورلو خواهرخواندهٔ سان دونا دی پیاوه هست.

## نگارخانه

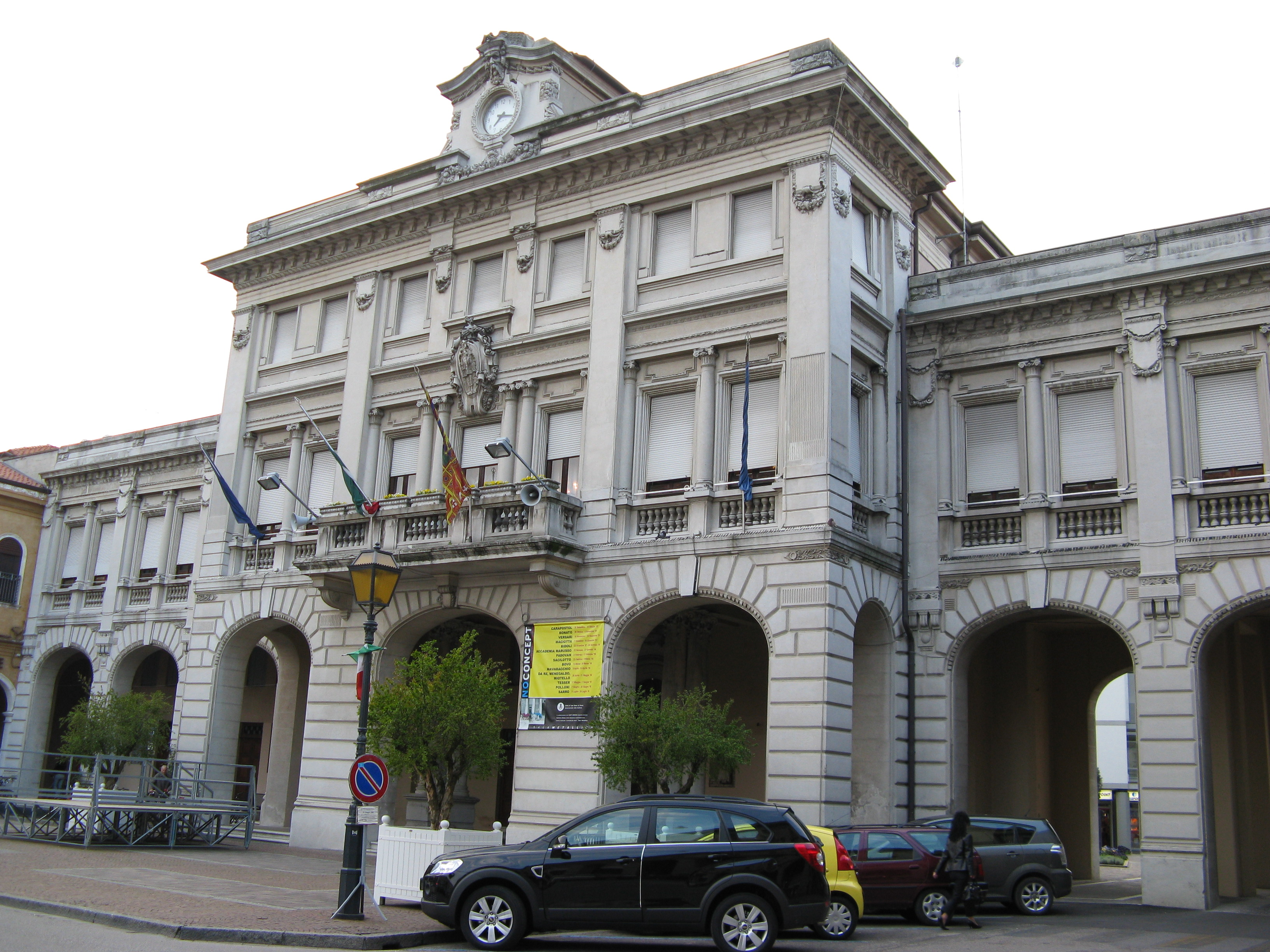
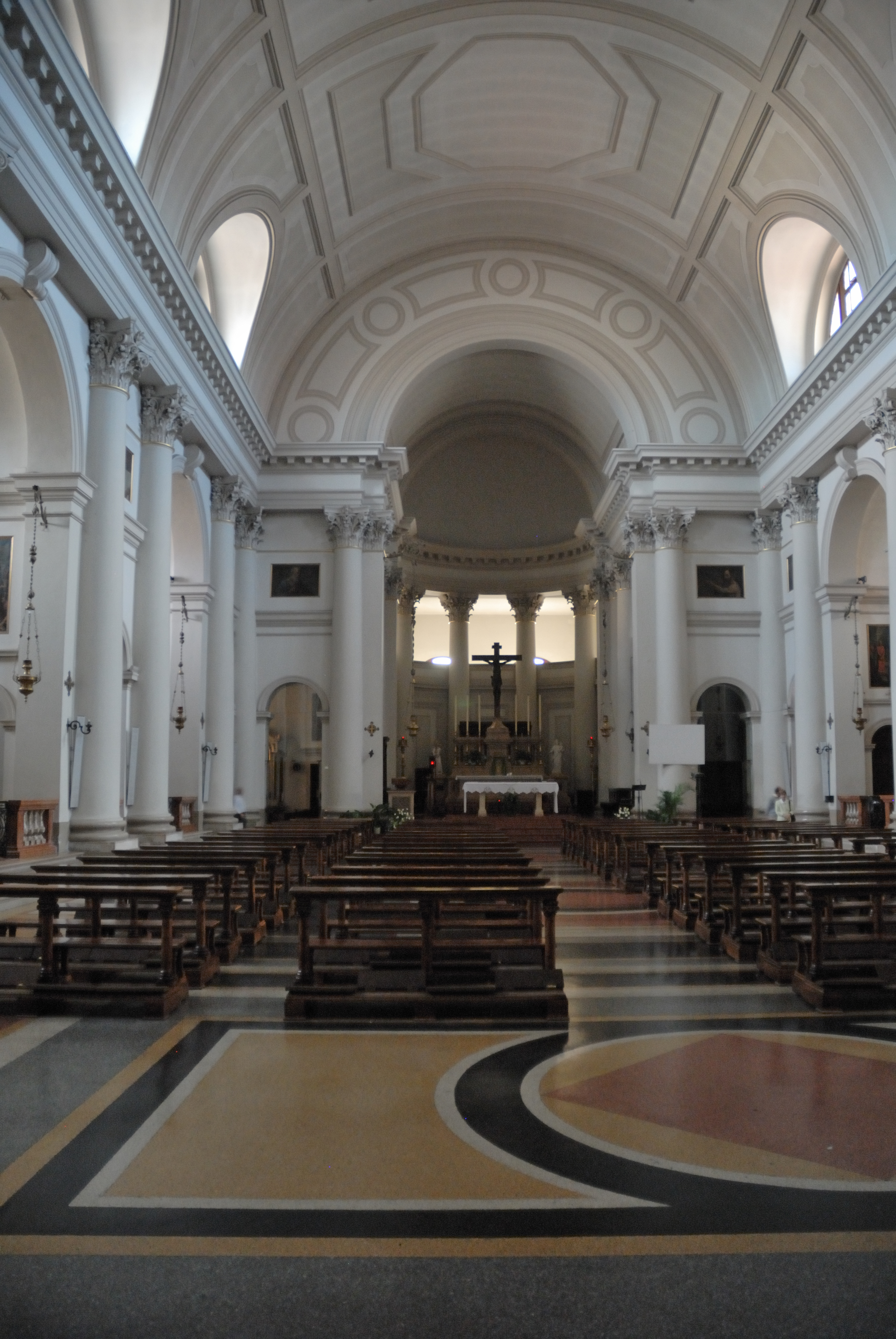
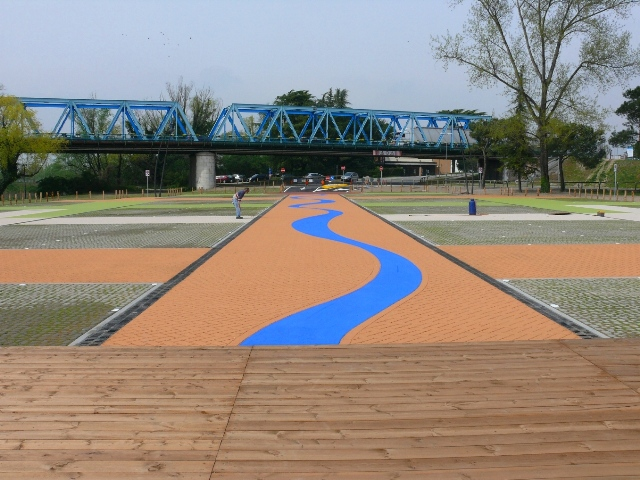